# García Govantes
García Govantes (fl. 1528-1539) fue un maestro de canto español.

## Vida
Es muy poco lo que se sabe del maestro García Govantes, aparte de que era burgalés.
Las primeras noticias que se tienen de Govantes son de 1528 en la Catedral de Barcelona. En esa fecha recibió licencia del maestro de canto de la Catedral, Antoni Salvat, para ejercer la enseñanza del canto sin limitación. En el siglo XV el «maestro de canto» era el responsable del canto de la capilla de música, un antecedente a lo que posteriormente se convertiría en el «maestro de capilla».

Die lune XX mensis julii anno
a nativitate Domini MDXXVIII.
Licentia concessa per magistrum
cantus domino Garcie Vonantes
Noverint Universi, ex ego Anthonius Salvat magister cantus
sedis Barcinone
dedit licentiam
domino Garcie Garcie [sic]
Vonantes presbytero
burgensis ut possit
docere cantum in
quocumque genere
quibus cumque addicelre volentib.
El lunes 20 de julio del año
del nacimiento del Señor 1528.
Licencia concedida por el maestro
de canto al Sr. García Vonantes
Que el Universo sepa, que yo, Antonio Salvat, maestro de canto
de la sede de Barcelona
da permiso
al señor García García [sic]
Vonantes presbítero
burgalés para poder
enseñar canto de
cualquier género
a quien desee enseñar.

Es uno de los escasos ejemplos de los siglos XV y XVI de músicos castellanos activos en la Corona de Aragón.
En 1529 debió enfermar el maestro Salvat, por lo que el cabildo barcelonés buscó a un maestro interino para realizar las funciones, que encontró en Joan Gallard, antiguo succentor. Gallard ejercería el cargo de 1529 a 1530, año en el que fallecía Salvat. El 2 de abril de 1531 García Govantes firmaba su primer albarán a los administradores de la sacristía:

Yo Garcia Govantes maestro de canto
conosqo aber recebido de vosotros
señores sacristanes cinquenta y
dos suildos digo dos libras y do
ze sueldos son los XXII s. por las
cumpletas de la Quaresma de Santa
Eolàlia para los cantores, los XXX s.
para mi salario por azer traer la
estella al coro por las lecciones
de matines y porque es verdad
ago el presente albarán de mi mano
a los XXI de abril de milDXXXI.
Actas capitulares de la Catedral de Barcelona, 2 de abril de 1531

El texto permite calcular el inicio del magisterio de Govantes en Barcelona en mayo de 1530. Ese mismo año el maestro Govantes firmaba dos recibos para los beneficiados Joan Sellés y Pere Ortíz por dos semanas de trabajo en el coro catedralicio. Es posible que se refiera a una ausencia del maestro, fuera por enfermedad o por otra razón. El maestro interrumpió su estancia en Barcelona en 1532, recibiendo la paga anual el 30 de marzo, en lugar de a finales de abril, como era lo habitual. Posiblemente el adelantamiento fuese debido a tener que dirigirse a Vich, donde el cabildo lo nombró maestro de capilla de la Catedral en julio de ese año. Le sucedería Pere Nicolau Parerol, que posiblemente ocupó el cargo solo de forma interina.
Permanecería en Vic de 1532 a 1533, donde es posible que fuese maestro de Pedro Alberch Vila, que en ese momento tendría quince años. Durante estos años mantuvo la relación con Barcelona, regresando a la Catedral en 1534 como demuestra un pago de los aniversarios para los cantores de Semana Santa.

E rebut yo Gartia Govantes mestre de cant
per la pissia dite dimecres sant vuyt sous
y sis dinés del any treynta quatre fet
de mi mia a VI de abril.
He recibido yo García Govantes maestro de canto
por la pasión (de) dicho miércoles santo ocho sueldos
y seis dineros del año treinta y cuatro hecho
de mi mano a 4 de abril.
4 de abril de 1534

Poco después se le entregaba el sueldo para todo el año 1533/1534. A partir de ese momento ya no se encuentra a Govantes en la documentación, siendo sustituido por Joan Borgunyó en el magisterio. Govantes retornaba a Vich, donde volvía a ocupar el cargo de maestro de capilla de la Catedral.

[...] unanimiter et conforme nemine discrepante attendentes idoneitatem peritiam vocem ac habilitatem infrascripti Garcie Govantes assignarunt et contulerunt eidem Garcie Govantes presbitero diocesis Burgensis regni Castelle officium magistri cantus et cantorie maioris sive de coro domini Episcopi noviter unitum et reformatum ipsum tanquam idoneum et peritum in cantu plano organo et de contrapunt ac sufficientem ad intonandum ratione dicte cantorie et docendum pueros sive corés ratione dicti magistratus [...]
[...] por unanimidad y de acuerdo con ninguna atención disidente a la idoneidad, pericia de voz y habilidad del abajo firmante García Govantes, asignaron y contribuyeron al mismo García Govantes, presbítero de la diócesis de Burgos, reino de Castilla, el cargo de maestro de canto y cantor mayor del coro del Señor Obispo recién unido y reformado como apto y experto en canto sencillo de órgano y de contrapunto y suficiente para entonar dicho canto y enseñar a niños o coros a dichos magistrados [...]
Actas capitulares de la Catedral de Vich

En Vich, Govantes ocupaba el beneficio de Santa Ana, que estaba unido al magisterio. El 9 de marzo de 1537 el maestro escribía su testamento, posiblemente al encontrarse enfermo. A esto señala que se le concediese en ayudante a Tomás Gonzalbo, presbítero probablemente de origen castellano, que para Navidad de 1539 recibía un salario como «assesionari del m° Govantes» [ayudante de monseñor Govantes]. El trienio de Govantes en el magisterio de Vich se terminaba en 1539, por lo que no es sorprendente que ese año se nombrase a Jaume Madriguera como sucesor. Sin embargo, las actas hablan de que Govantes diem suum clauserat extremum [había cerrado su último día], por lo que es posible que falleciese ese mismo año.

## Obra
No se conocen composiciones de García Govantes.